# Ausmusterung (Österreich)

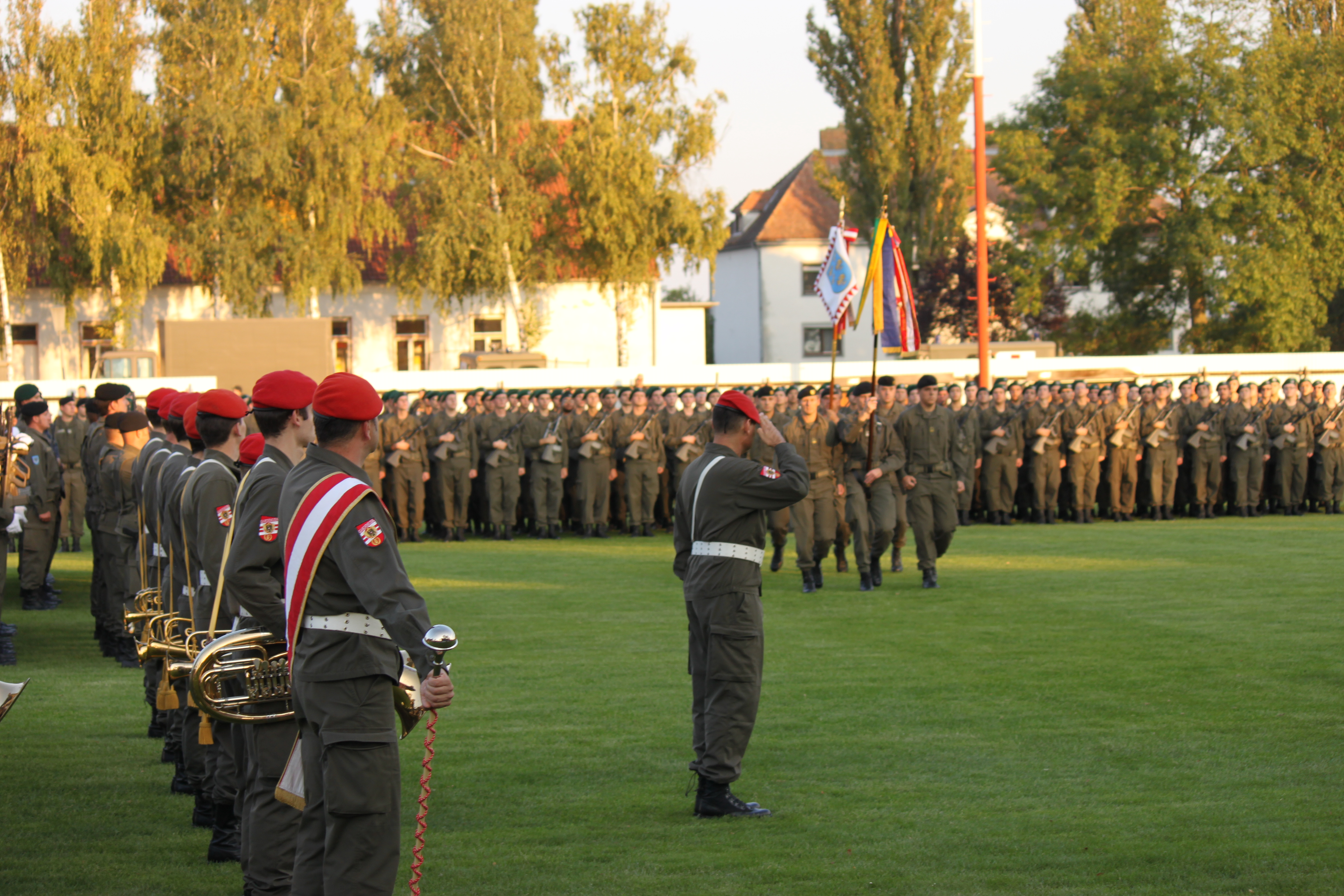
Ausmusterung der Grundwehrdiener mit Parade und Angelobung (Neusiedl an der Zaya, 2011)

Unter der Ausmusterung versteht man in Österreich den Abschluss einer militärischen oder polizeilichen Ausbildung mit Entlassung in den Dienst.

## Zum Begriff
Entgegen der Bedeutung in Deutschland und der Schweiz, wo das Wort die Untauglichkeitserklärung bei der Musterung bezeichnet, entsprechend der allgemeinen Bedeutung des Aus-dem-Bestand-Nehmens untauglichen Materials, bezeichnet das Wort in der österreichischen Militärsprache das Gegenteil, nämlich die Aufnahme in den aktiven Dienst. Der Grund ist die Betrachtungsweise, ob die Streitkräfte oder die Wehrfähigen ins Auge genommen werden. Im zweiteren Falle werden in einer alten Bedeutung bei der Aushebung diejenigen aus der Masse „ausgemustert“, die in den Wehrdienst gestellt werden. Außerhalb Österreichs ist diese Bedeutung wegen der Missverständlichkeit ausgestorben. In der kaiserlichen Armee hielt sich der Begriff insbesondere in Bezug auf Kadettenschulen, wo bei Bedarf diejenigen ausgemustert werden, die bereit und tauglich für den aktiven Dienst sind, womit der Abgang von der Schule mit neuen Rekruten zu ergänzen ist (weshalb man die für die Stellung zuständige Dienststelle bis heute Ergänzungsabteilung nennt).

## Ausmusterung im heutigen Bundesheer
Heute versteht man unter Ausmusterung den feierlichen Abschluss der Jahrgänge in der Berufsausbildung der Offiziere an der Theresianischen Militärakademie und der Unteroffiziere an der Heeresunteroffiziersakademie. Diese werden als Ausmusterungsfeier in einer öffentlichen Zeremonie mit Parade der Absolventen, meist mit Großem Zapfenstreich, begangen, und in Anwesenheit hoher Befehlshaber oder des Verteidigungsministers.
Außerdem nennt man so den Abschluss der Allgemeinen Basisausbildung der wehrpflichtigen Grundwehrdiener mit der Angelobung, die heute ebenfalls meist analog in der Öffentlichkeit zelebriert wird.
Die Ausmusterungen erfreuen sich als Sehenswürdigkeit gewisser Beliebtheit, und die Präsentation der Indienstgestellten dient dem Bundesheer als Darstellung seiner Präsenz und Volksverbundenheit als Milizheer, wie auch der Verantwortung des Militärpersonals gegenüber der Republik – reine Militärparaden zu Feierlichkeiten sind in Österreich selten.